# Éditions Zoé
Pour les articles homonymes, voir Zoé.
Les Éditions Zoé sont une maison d'édition littéraire indépendante créée en 1975 à Genève.

## Historique
En 1975, Marlyse Pietri crée les Éditions Zoé avec Xavier Comtesse, à Genève. Après le départ de ce dernier, trois associées rejoignent les éditions dès 1976 et jusqu'en 1983, Arlette Avidor, Michèle Fleury et Sabina Engel. Marlyse Pietri continue seule ensuite à développer le catalogue.
Inspirées par l'élan utopique des années 68, les éditions Zoé ont fonctionné pendant dix ans comme un atelier du livre où toutes les tâches d'imprimerie et d'édition étaient réunies sous un même toit[réf. souhaitée].
La maison d'édition déménage à Carouge puis, dès 2018, à Chêne-Bourg.
En 1992, les Éditions Zoé signent un contrat de diffusion en France avec Harmonia Mundi.
Le 1er février 2011, Marlyse Pietri cède la direction des Éditions Zoé à Caroline Coutau,.

## Ligne éditoriale
La maison fait paraître des romans et des récits d’écrivains de Suisse romande, de France, de Suisse allemande, d’Afrique et d’Asie. Elle recherche des auteurs qui accordent une attention au presque rien et à l’ordinaire et s’attachent à la nuance, à l’alliage du sombre et du lumineux.
Elle a aussi à son catalogue une collection de petits livres au format de cartes postales, les MiniZoé, ainsi que la collection Zoé Poche.

## Expositions
La Bibliothèque de Genève, Zoé ou l’aventure : C’est l’histoire des éditions Zoé. Les archives des éditions Zoé, aujourd’hui conservées par la Bibliothèque, offrent un éclairage inédit sur l’épopée de cette ambassadrice de la littérature suisse, exposition temporaire dans le couloir des coups d'œil à la bibliothèque de Genève du 10 février au 4 octobre 2025 (lire en ligne)

## Auteurs publiés
- S. Corinna Bille
- Colombe Boncenne
- Georges Borgeaud
- Madeleine Bourdouxhe
- Nicolas Bouvier
- Maurice Chappaz
- Paolo Cognetti
- Catherine Colomb
- Elisa Shua Dusapin
- Michel Layaz
- Max Lobe
- Douna Loup
- Daniel Maggetti
- Kamala Markandaya
- Jérôme Meizoz
- Oscar Peer
- Bruno Pellegrino
- C. F. Ramuz
- Alice Rivaz
- Gustave Roud
- Catherine Safonoff
- Aude Seigne
- Richard Wagamese
- Robert Walser
- Jean-Marc Lovay
- Madeleine Lamouille
- Agota Kristof

- Luc Weibel